# SNX12
SNX12 (англ. Sorting nexin 12) – білок, який кодується однойменним геном, розташованим у людей на довгому плечі X-хромосоми. Довжина поліпептидного ланцюга білка становить 172 амінокислот, а молекулярна маса — 19 730.
| 10         |  | 20         |  | 30         |  | 40         |  | 50         |
| ---------- |  | ---------- |  | ---------- |  | ---------- |  | ---------- |
| MSDTAVADTR |  | RLNSKPQDLT |  | DAYGPPSNFL |  | EIDIFNPQTV |  | GVGRARFTTY |
| EVRMRTNLPI |  | FKLKESCVRR |  | RYSDFEWLKN |  | ELERDSKIVV |  | PPLPGKALKR |
| QLPFRGDEGI |  | FEESFIEERR |  | QGLEQFINKI |  | AGHPLAQNER |  | CLHMFLQEEA |
| IDRNYVPGKS |  | LAVSCPGWSA |  | VA         |  |            |  |            |

A: Аланін

C: Цистеїн

D: Аспарагінова кислота

E: Глутамінова кислота

F: Фенілаланін

G: Гліцин

H: Гістидин

I: Ізолейцин

K: Лізин

L: Лейцин

M: Метіонін

N: Аспарагін

P: Пролін

Q: Глутамін

R: Аргінін

S: Серин

T: Треонін

V: Валін

W: Триптофан

Кодований геном білок за функцією належить до фосфопротеїнів. 
Задіяний у таких біологічних процесах, як транспорт, транспорт білків, ацетилювання, альтернативний сплайсинг. 
Білок має сайт для зв'язування з ліпідами. 
Локалізований у мембрані.